# Sukkal-makh
Il termine "sukkal-makh" indica la titolatura regia adottata da una dinastia elamica del Bronzo Medio, tra il 1900 e il 1750 a.C. (secondo la cronologia media).
La dinastia dei sukkal-makh successe in Elam (odierno Iran occidentale) alla dinastia di Simash.
Secondo la tradizione, fondatore della dinastia fu il re Shilkhakha o suo padre Ebarti II (chiamato anche Ebarat II o Eparti II); tale dinastia, dal nome di Eparti, è detta anche "degli Epartidi".
Della dinastia si perde traccia nel XVI secolo a.C., quanto tutta la storia del Vicino Oriente antico viene colpita da una fase di penuria documentale.

## Datazione
Dopo una fase protostorica, in Elam si afferma una prima dinastia, quella di Awan. La cronologia della civiltà elamica può a questo punto dividersi in diversi periodi di particolare evidenza archeologica:
- dinastia di Awan (2350-2200), nel Bronzo Antico III
- dominio di Simashki (2050-1950), a cavallo tra Bronzo Antico e Bronzo Medio
- dinastia dei sukkal-makh (1900-1750), nel Bronzo Medio
- età oscura (1550-1350)[3]
- regno medio-elamico (seconda metà del II millennio a.C.), a cavallo tra Bronzo Tardo e Ferro I; il regno medio-elamico è diviso in tre fasi, nelle quali si succedettero le seguenti dinastie[1]:
  - Kidinuidi (Medioelamita I, ca. 1500-1400 a.C.)
  - Igihalkidi (Medioelamita II, ca. 1400-1200 a.C.)
  - Shutrukidi  (Medioelamita III, ca. 1200-1100 a.C.)
- seconda età oscura (1100-750)
- regno neo-elamico (750-650)

## L'epoca deisukkal-makh
Alla dinastia di Simash segue in Elam una dinastia di sukkal-makh (o sukkal-maḫ). Ishbi-Erra (un funzionario del re neosumerico Ibbi-Sin che da questi si era reso indipendente e che sarebbe poi risultato fondatore della dinastia di Isin), dopo la distruzione di Ur e la conseguente scomparsa della Terza dinastia di Ur, era riuscito a contenere l'Elam, il cui baricentro in questa fase resta comunque assai più a est. L'epoca dei sukkal-makh è però una fase di rinnovata attrazione elamica verso l'orbita mesopotamica. Susa è il centro politico dell'organismo elamico per questa fase: la lingua accadica è usata correntemente in Elam, non solo per i rapporti diplomatici con gli Stati mesopotamici, ma anche per l'amministrazione interna. Rispetto alla fase precedente, in cui l'Elam si configura come una periferia per le iniziative espansionistiche degli organismi imperiali (Akkad, Ur III), la situazione vede ormai una mappa geopolitica dotata di diversi centri, coinvolti, come lo stesso Elam, in un complicato reticolo di alleanze e conflitti.
Il declino della dinastia di Simash e il subentro dei sukkal-makh poté dipendere dall'iniziativa del re Gungunum di Lagash ai danni di Susa, ma non significò grandi contraccolpi politici, perché l'Elam restò indipendente, anzi il cosiddetto "periodo intermedio di Isin e Larsa" determinò in Mesopotamia una frammentazione territoriale, per cui l'Elam risultava in qualche modo più potente dei singoli regni dell'alluvio. I fondatori della nuova dinastia (Epartidi e Shilkhakha) adottarono la nuova titolatura "re di Anshan e Susa" e furono loro a spostare la capitale a Susa, a testimonianza dell'interesse elamico per la Mesopotamia amorrea.
Durante la cosiddetta "età di Mari", relativa ai ricchi archivi della città di Mari (prima metà del XVIII secolo a.C.), il Vicino Oriente è un "continuum linguistico e culturale che va dalla Siria all'Elam"; una tale continuità, in questo caso nel segno dell'ethnos amorreo, non era mai stata registrata nell'area: la lingua accadica è la lingua diplomatica per eccellenza, ma è anche la lingua amministrativa di tutti i palazzi vicino-orientali, anche colà dove la popolazione parla piuttosto amorreo o hurrita. In particolare, gli scribi a Susa usano il babilonese e la documentazione giuridica ci è giunta (circa 500 documenti, soprattutto da Susa e in parte da Malamir, forse l'antica Khukhnur). In questa fase, nell'ambito della più vasta rete commerciale, esiste una corrente orientale in cui si commercia lo stagno proveniente dall'altopiano iranico, che giunge, attraverso l'Elam ed Eshnunna, e poi Mari, fino in Siria e Palestina. Un sukkal-makh (forse Shirukdukh I) ebbe contatti diplomatici e commerciali con Mari, ma anche con la più lontana Qatna (come Mari nell'odierna Siria). L'Elam partecipa anche all'assedio di Razama (Alta Mesopotamia), insieme a Eshnunna, apportando uomini e risorse in quantità non indifferenti. L'orbita elamica giunge fino alla zona di Tell Shemshara, a nord del Piccolo Zab, appena a sud del triangolo assiro.
L'Elam è poi interessato dalle ultime iniziative di Hammurabi, che succede a Shamshi-Adad I (1812-1780 a.C., secondo la cronologia media) nella conduzione egemonica della Mesopotamia: nel 37º e 38º anno del suo regno, il dinamismo del re babilonese verso Oriente taglia l'Elam dallo scenario mesopotamico, anche se il paese resta indipendente. Anzi, Kutir-Nakhunte I, un re elamico successivo ad Hammurabi, sarà capace di mettere in atto una fortunata penetrazione a danno delle città babilonesi. La dinastia babilonese avrà termine prima di quella dei sukkal-makh. Nel XVI secolo a.C., l'Elam e tutto il Vicino Oriente entrano in una fase di penuria documentale.

## La trasmissione del potere nella confederazione elamica deisukkal-makh
"Sukkal-mah" è la titolatura del re elamico in questa fase. Particolarmente interessante è la forma della trasmissione del potere in Elam, nell'epoca dei sukkal-makh. Il potere è tripartito:
- il sukkal-makh sta al vertice e risiede a Susa
- il sukkal di Elam e Simash risiede forse a Simash e per lo più è il fratello minore del sukkal-makh
- il sukkal di Susa, il meno potente, è di norma il figlio del sukkal-makh

Quando il sukkal-makh muore, il suo posto viene preso dal sukkal di Elam e Simash, il quale, a sua volta, viene sostituito da un altro fratello o dal sukkal di Susa. Quando tutti i fratelli sono scomparsi, il potere passa al figlio del primo fratello. In Elam si praticava poi il levirato: le vedove andavano in sposa al fratello del defunto. Ma esisteva anche l'abitudine a sposare la propria sorella vedova. Poteva quindi darsi che, al divenire sukkal-makh il sukkal di Elam e Simash, oltre a ereditare la carica, questi ereditasse anche la moglie, che in qualche caso poteva essere sua sorella. Questi costumi giuridici vigevano anche tra la popolazione comune, che gestiva il patrimonio in comune. Con il tempo, però, tra la popolazione comune iniziò a diffondersi la spartizione dell'eredità tra i fratelli, mentre la famiglia reale si terrà più a lungo legata all'antica tradizione.
Un altro elemento fondamentale della struttura statale elamica era l'impianto confederale. La documentazione relativa a questo periodo proviene innanzitutto da Susa, che da un lato era la residenza del sukkal-makh, ma dall'altro rappresentava comunque una realtà geograficamente periferica rispetto alla confederazione considerata nel suo insieme. Non è quindi del tutto chiaro quale fosse il rapporto tra i paesi più addentro all'altopiano iranico e la terna di potere basata a Susa.

## La giustizia elamica: il modello babilonese e i tratti locali
Oltre ad un piccolo numero di iscrizioni reali, grossa parte della documentazione relativa al periodo dei sukkal-makh è di stampo giuridico. Il sistema elamico non adotta solo la lingua babilonese, ma anche alcune tradizioni giuridiche tipicamente babilonesi: a Susa è stato scoperto un frammento di codice relativo alla gestione della proprietà fondiaria, ma è troppo minuto per una valutazione meno che generica. È però insomma probabile che i dinasti elamici emanassero testi legislativi (su ispirazione di Eshnunna o di Babilonia). Di un sukkal di Susa, Attakhushu (XIX secolo), sappiamo che pose in luogo di mercato una stele con l'indicazione dei giusti prezzi. I sukkal-makh del XVI secolo emanarono editti come il re babilonese Ammi-saduqa. I tratti più tipicamente locali, sul piano dei contenuti, denunciano un certo arcaismo nella gestione dei casi giuridici: il carattere delle pene è spesso corporale (con anche mutilazioni); la minaccia delle pene ha un sapore di deterrenza, con scarso profilo di realizzabilità; l'ordalia nel fiume è considerato elemento probatorio; l'uso di imprimere l'unghia a convalida degli accordi scritti è più diffuso dell'uso del sigillo. Un altro elemento arcaico è rappresentato dalla centralità all'interno del sistema giuridico elamico del concetto di kitin, la "protezione divina", e centrale è il ruolo delle divinità.

## La gestione della proprietà familiare
L'Elam dei sukkal-makh vive una congiuntura assai significativa sul piano della gestione della proprietà familiare. Il sistema tradizionale prevedeva la gestione in comune del patrimonio e la trasmissione fratriarcale. In questa fase si affacciano delle importanti novità, destinate ad essere in tutto il Vicino Oriente un tratto molto tipico di mutazioni sociali di grande respiro: talvolta il patrimonio viene diviso in quote ereditarie che vengono attribuite ai fratelli per estrazione; in qualche occasione, il patrimonio passa di padre in figlio o ceduto in vendita al di fuori del nucleo familiare; la proprietà fondiaria, ma anche il bestiame, viene usato a garanzia di prestiti (il Vicino Oriente è destinato ad adottare anche la garanzia sulla persona, che conduce invariabilmente all'asservimento proprio e dei propri familiari, ma questo genere di garanzia non è ancora attestato in Elam in questa fase). Si assiste, nel complesso, alla crisi del nucleo familiare allargato, come evidenzia il diffondersi di clausole contrattuali per cui l'eredità è goduta a patto che l'erede si impegni ad avere cura dei propri genitori in vita, nonché della loro sepoltura in debita forma: una tale specificazione indica chiaramente che l'attenzione verso i genitori andava declinando e che le famiglie cominciavano a dissolversi al proprio interno.